# Mutillidae
Famille
Les Mutillidae, ou mutillidés, communément appelés « fourmi de velours » en raison de leur apparence intermédiaire entre les fourmis (par leur forme allongée) et les guêpes (par leur pilosité), sont une famille d'hyménoptères.
Dans les espèces de cette famille rencontrées en Europe, les mâles sont ailés alors que les femelles sont aptères.

## Liste des sous-familles et genres
Selon NCBI (11 mai 2017) :
- sous-famille Mutillinae (13 espèces)
  - genre Ephuta (3 espèces)
  - genre Mutilla (3 espèces)
  - genre Odontomutilla (1 espèce)
  - genre Radoszkowskius (1 espèce)
  - genre Smicromyrme (1 espèce)
  - genre Timulla (2 espèces)
  - genre Trogaspidia (1 espèce)
  - genre Wallacidia (1 espèce)
- sous-famille Myrmosinae (6 espèces)
  - genre Krombeinella (1 espèce)
  - genre Myrmosa (3 espèces)
  - genre Myrmosula (1 espèce)
  - inclassable (1 espèce)
- sous-famille Rhopalomutillinae (1 espèce)
  - genre Rhopalomutilla (1 espèce)
- sous-famille Sphaeropthalminae (254 espèces)
  - genre Acanthophotopsis (2 espèces)
  - genre Acrophotopsis (2 espèces)
  - genre Bothriomutilla (1 espèce)
  - genre Dasylabris (14 espèces selon BioLib le 18 septembre 2021)
  - genre Dasymutilla (112 espèces)
  - genre Dilophotopsis (3 espèces)
  - genre Laminatilla (1 espèce)
  - genre Limaytilla (1 espèce)
  - genre Neomutilla (1 espèce)
  - genre Odontophotopsis (47 espèces)
  - genre Patquiatilla (1 espèce)
  - genre Photomorphus (2 espèces)
  - genre Protophotopsis (1 espèce)
  - genre Pseudomethoca (3 espèces)
  - genre Reedomutilla (1 espèce)
  - genre Sphaeropthalma (50 espèces)
  - genre Suareztilla (3 espèces)
  - genre Tobantilla (2 espèces)
  - genre Traumatomutilla (19 espèces)
  - inclassable (1 espèce)
- sous-famille Ticoplinae (1 espèce)
  - genre Smicromyrmilla (1 espèce)
- inclassable (2 espèces)

## Galerie

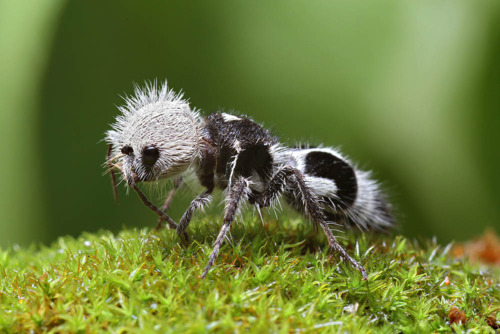
Euspinolia militaris
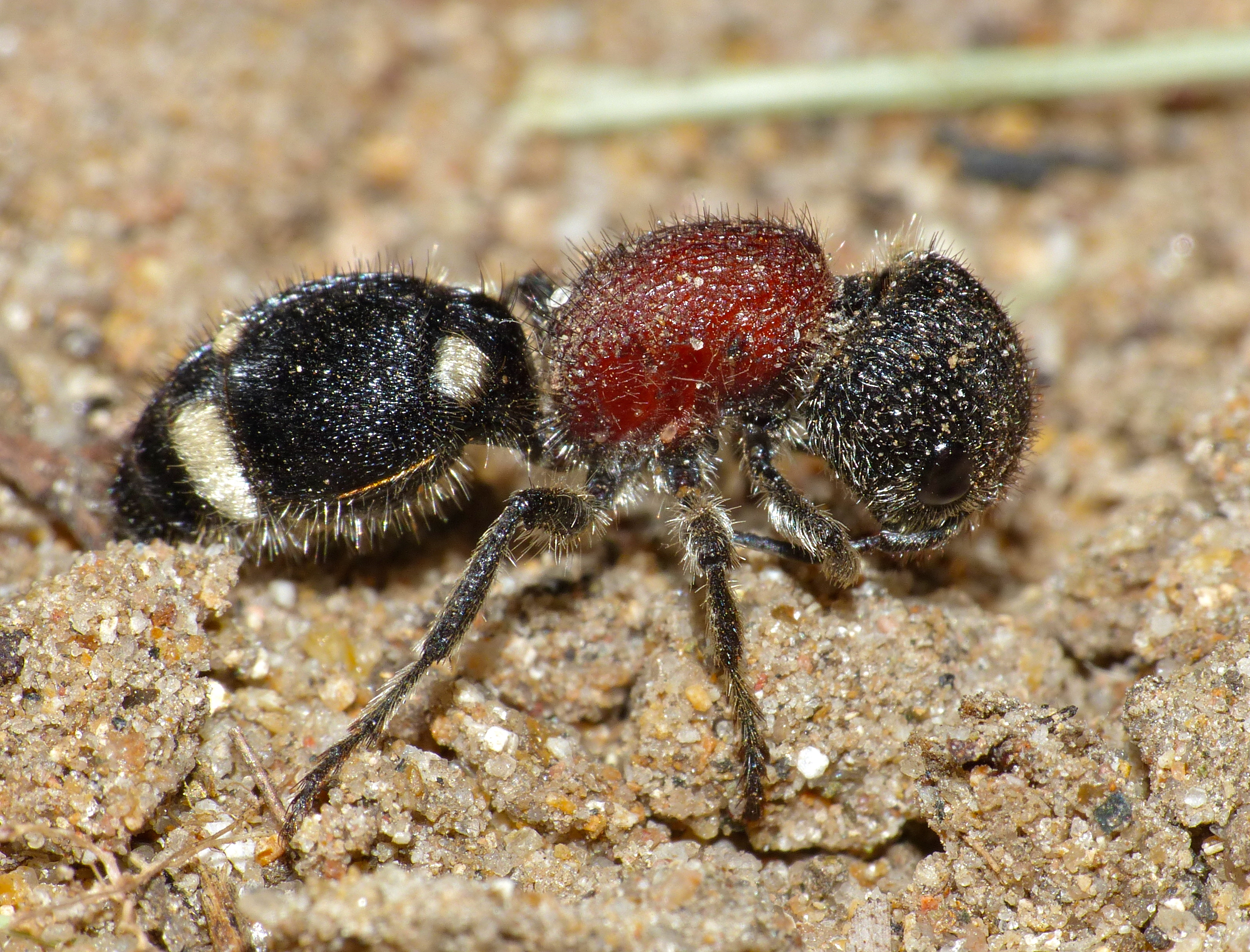
Mutilla astarte
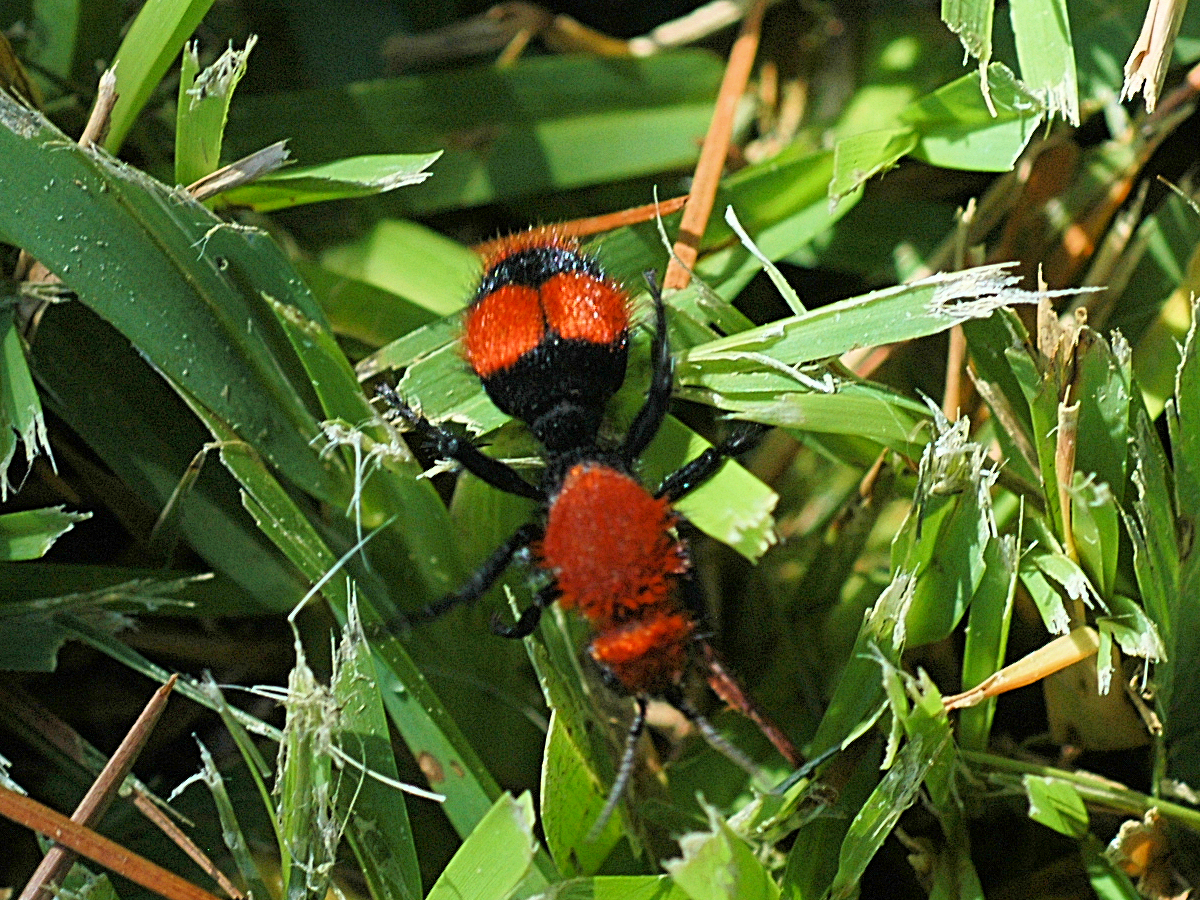
Dasymutilla occidentalis

### Bases de référence
- Ressources relatives au vivant :   - Animal Diversity Web
  - Australian Faunal Directory
  - BioLib
  - BugGuide
  - Dyntaxa
  - EPPO Global Database
  - EU-nomen
  - Fauna Europaea
  - Paleobiology Database
  - Global Biodiversity Information Facility
  - iNaturalist
  - Interim Register of Marine and Nonmarine Genera
  - NBN Atlas
  - Nederlands Soortenregister
  - New Zealand Organisms Register
  - Plazi
  - Système d'information taxonomique intégré
- (en) Animal Diversity Web : Mutillidae (consulté le 9 janvier 2018)
- (en) BioLib : Mutillidae (consulté le 9 janvier 2018)
- (en) Catalogue of Life : Mutillidae (consulté le 11 décembre 2020)
- (fr + en) ITIS : Mutillidae (consulté le 9 janvier 2018)
- (en) NCBI : Mutillidae (taxons inclus) (consulté le 9 janvier 2018)
- (en) Tree of Life Web Project : Mutillidae (consulté le 9 janvier 2018)
- (en) Paleobiology Database : Mutillidae  Latreille 1802 (consulté le 9 janvier 2018)

### Autre lien externe
- (en) Velvet ants, Mutillidae sur le site Entomology and nematology de l'université de Floride.